# ちょうかい (護衛艦)
ちょうかい（ローマ字：JS Chōkai, DDG-176）は、海上自衛隊の護衛艦。こんごう型護衛艦の4番艦。艦名は鳥海山に因み、旧海軍摩耶型砲艦2番艦「鳥海」・高雄型重巡洋艦4番艦「鳥海」に続き日本の艦艇としては3代目。
本記事は、本艦の艦暦について主に取り扱っているため、性能や装備等の概要についてはこんごう型護衛艦を参照されたい。

## 艦歴
「ちょうかい」は、中期防衛力整備計画に基づく平成5年度計画7200トン型護衛艦2316号艦として、石川島播磨重工業東京第1工場で1995年5月29日に起工され、1996年8月27日に進水、1998年3月20日に就役し、第4護衛隊群第64護衛隊に編入され佐世保に配備された。
1998年11月4日から翌年2月10日までの間、イージスシステムの装備認定試験（SQT）のためハワイに派遣。
2001年5月16日から8月3日の間、護衛艦「ひえい」、「さみだれ」とともに米国派遣訓練に参加。
2004年11月26日、テロ対策特別措置法に基づき、護衛艦「おおなみ」、補給艦「ましゅう」とともにインド洋に派遣。2005年3月まで任務に従事し、同年5月9日帰国した。
2007年5月16日から8月1日の間、護衛艦「くらま」、「いなづま」とともに米国派遣訓練に参加。
2008年3月26日、護衛隊改編により第2護衛隊群第6護衛隊に編入された。
同年9月9日から12月8日の間、BMD機能付加に伴う装備認定試験のためハワイに派遣され、11月19日、海上自衛隊としてはこんごうに続き2度目のRIM-161スタンダード・ミサイル3（SM-3）による迎撃演習（JTFM-2）をハワイ・カウアイ島沖で行った。予め時刻を知らせられない条件下で太平洋ミサイル試射場から発射された標的ミサイルの捕捉とSM-3の発射・追尾はできたものの弾頭の軌道姿勢制御装置の不具合により迎撃は失敗した。
2011年3月11日に発生した東北地方太平洋沖地震による東日本大震災に対し、地震発生から98分後、災害派遣のため横須賀から緊急出港する。13日には、家の屋根の一部に乗って洋上を漂流中の男性を発見し救助した。
2012年12月6日、朝鮮民主主義人民共和国が「人工衛星」と自称する弾道ミサイルの発射に備えるため、護衛艦「こんごう」「みょうこう」と共に佐世保から出航し、アメリカ合衆国海軍と連携して迎撃態勢を整える。同月12日、ミサイルは発射されるも領土内に落着する恐れがなくなったため、破壊措置命令の解除を受けて順次撤収した。
2014年10月24日、第4護衛隊群第8護衛隊に編入された。
2016年6月7日から8月23日までの間、護衛艦「ひゅうが」とともにハワイ及び米国西海岸周辺海空域で実施される米国派遣訓練（RIMPAC 2016）に参加した。
2019年9月26日～10月4日にかけて日米印共同訓練（マラバール2019）に参加する。佐世保から関東南方に至る海空域おいて実施され、海自からは他に護衛艦「さみだれ」、「かが」、補給艦「おうみ」、P-1哨戒機 。米海軍からは駆逐艦「マッキャンベル」、P-8A、潜水艦、インド海軍からはフリゲート「サヒャドゥリ」、 コルベット「キルタン」、 P-8I が参加し、対抗訓練、対潜戦訓練、対空戦訓練、対水上射撃訓練、対空射撃訓練、洋上補給訓練を実施する。
また、10月15日及び16日には関東南方海空域において護衛艦「しまかぜ」とともに日加共同訓練（KAEDEX19-2）に参加する。カナダ海軍からはフリゲート「オタワ」が参加し、対潜戦訓練、対水上訓練射撃等を実施した。
2021年8月14日から15日にかけて、東シナ海おいて米海軍駆逐艦「ベンフォールド」と日米共同訓練を実施した。
同年9月18日から22日にかけて、沖縄南方海空域において護衛艦「いかづち」とともに日米共同訓練を実施した。米海軍からは空母「カール・ヴィンソン」、駆逐艦「チャフィー」、巡洋艦「レイク・シャンプレーン」、補給艦「ラパハノック」が参加し、防空戦、対潜戦、洋上補給、通信訓練等を実施した。
2022年10月6日、日本海において、米海軍巡洋艦「チャンセラーズビル」、韓国海軍駆逐艦「セジョン・デワン」と日米韓共同訓練を実施した。

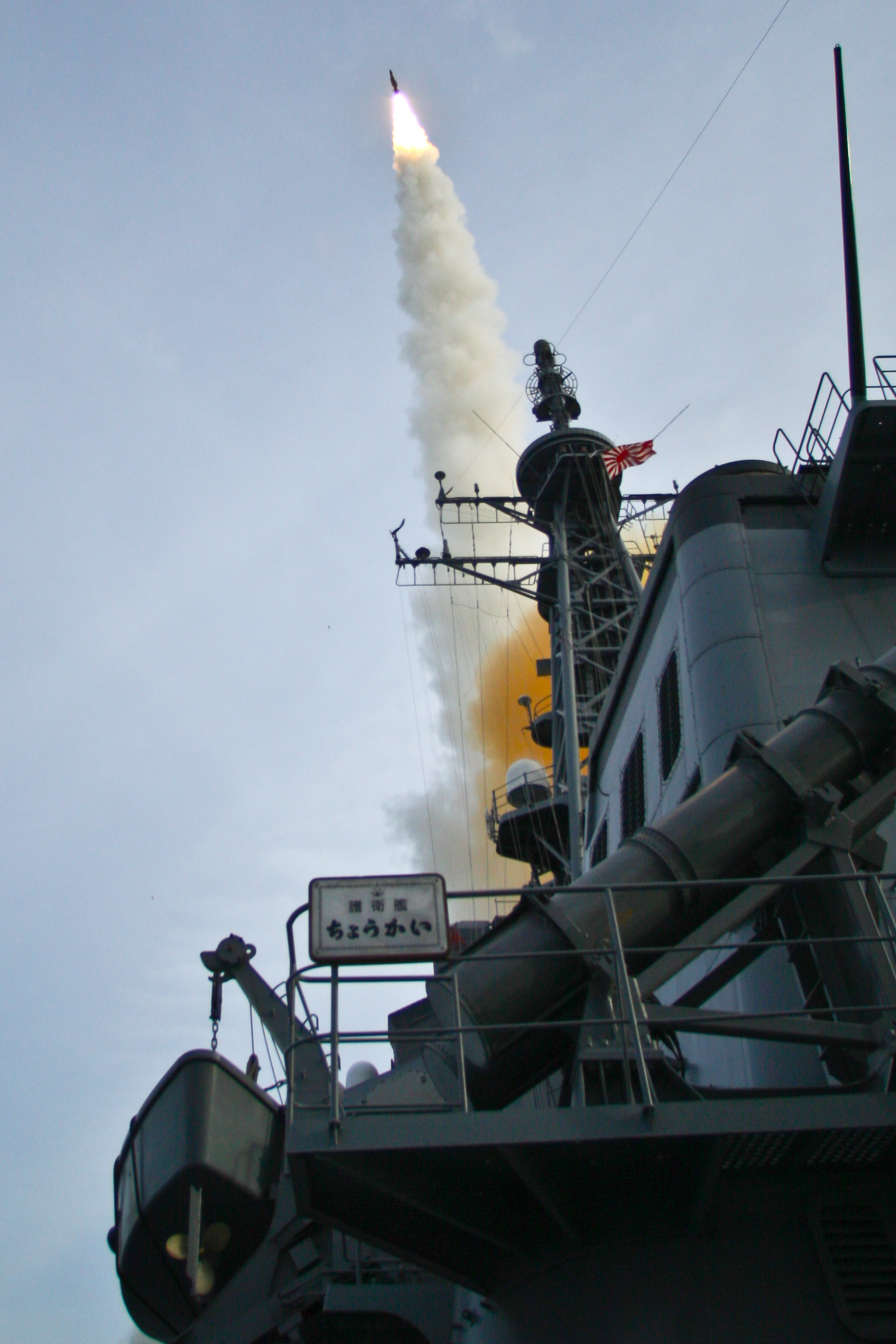
SM-3を発射した「ちょうかい」

定係港は佐世保である。

### 歴代艦長
| 代 | 氏名     | 在任期間               | 出身校・期 | 前職                                                    | 後職                                             | 備考                            |
| -- | -------- | ---------------------- | ---------- | ------------------------------------------------------- | ------------------------------------------------ | ------------------------------- |
| 01 | 阿部哲夫 | 1998.3.20 - 1998.6.30  | 防大16期   | ちょうかい艤装員長                                      | 誘導武器教育訓練隊司令                           |                                 |
| 02 | 鈴木啓三 | 1998.7.1 - 2000.3.31   |            | 誘導武器教育訓練隊教育部長 兼 学生隊長 兼 研究室長      | 第31護衛隊司令                                   |                                 |
| 03 | 田中常夫 | 2000.4.1 - 2001.9.19   | 防大18期   | 護衛艦隊司令部幕僚                                      | 第1術科学校教育第3部長                           |                                 |
| 04 | 坪倉恭司 | 2001.9.20 - 2002.9.19  | 防大20期   | 海上幕僚監部防衛部指揮通信課 指揮通信班長               | 第1護衛隊司令                                    |                                 |
| 05 | 弘中顯光 | 2002.9.20 - 2004.3.31  | 防大21期   | 護衛艦隊司令部幕僚                                      | 海上幕僚監部防衛部 兼 自衛艦隊司令部幕僚         |                                 |
| 06 | 廣 文仁  | 2004.4.1 - 2005.7.31   | 防大20期   | 護衛艦隊司令部幕僚                                      | 舞鶴海上訓練指導隊司令                           | 就任時2等海佐 2004.7.1、1等海佐 |
| 07 | 平田峰男 | 2005.8.1 - 2006.8.20   | 生徒15期   | 開発隊群司令部幕僚                                      | こんごう艦長                                     | 就任時2等海佐 2006.7.1、1等海佐 |
| 08 | 山本克也 | 2006.8.21 - 2009.4.23  | 防大26期   | 海上幕僚監部指揮通信情報部 指揮通信課指揮通信班長       | 大湊海上訓練指導隊司令                           |                                 |
| 09 | 岩澤 努  | 2009.4.24-2010.11.30   | 防大31期   | 海上幕僚監部指揮通信情報部 指揮通信課指揮通信体系班長   | 海上幕僚監部総務部総務課                         |                                 |
| 10 | 大川 努  | 2010.12.1 - 2012.7.16  | 防大32期   | 海上幕僚監部防衛部装備体系課 艦船体系班長               | 海上幕僚監部指揮通信情報部 情報課勤務            |                                 |
| 11 | 小幡哲也 | 2012.7.17 - 2014.8.31  | 防大35期   | 統合幕僚監部防衛計画部計画課                            | 艦艇開発隊勤務                                   |                                 |
| 12 | 中村譲介 | 2014.9.1 - 2015.11.29  | 防大34期   | 第3護衛隊群司令部首席幕僚                               | かしま艦長                                       |                                 |
| 13 | 佐藤正博 | 2015.11.30 - 2017.3.30 | 防大37期   | 海上幕僚監部人事教育部 教育課学校班長                   | 第13護衛隊司令                                   |                                 |
| 14 | 柳原 誠  | 2017.3.31 - 2018.8.9   | 防大36期   | 海上幕僚監部人事教育部 人事計画課募集班長               | 海上幕僚監部総務部総務課勤務                     |                                 |
| 15 | 富松智洋 | 2018.8.10 - 2020.8.20  | 防大36期   | 佐世保地方総監部防衛部 第3幕僚室長 兼 第5幕僚室長       | 海上幕僚監部総務部総務課勤務 兼 防衛部防衛課勤務 |                                 |
| 16 | 城 武昌  | 2020.8.21 - 2022.3.17  | 防大37期   | 呉地方総監部管理部                                      | 第1海上訓練支援隊司令                            |                                 |
| 17 | 小圷聖一 | 2022.3.18 - 2023.8.22  | 防大39期   | 第4護衛隊群司令部首席幕僚 →2021.8.10 護衛艦隊司令部勤務 |                                                  |                                 |
| 18 | 北口周右 | 2023.8.23 - 2025.6.30  |            | 海上幕僚監部総務部総務課渉外班長                        |                                                  |                                 |
| 19 | 田中信也 | 2025.7.1 -             | 防大44期   | 統合幕僚監部総務部人事教育課補任班長                    |                                                  |                                 |

## 装備
本艦は姉妹艦の中で、唯一当初よりイージスシステムのベースライン5であり民生部品による低価格化、データリンクの機能向上等が進んでいた。また、リンク16のアンテナを新造時より装備しており、CIWSを長銃身化して弾丸の初速を増し、かつ不審船などへの対水上射撃も可能になったBlock1Bに換装したのも本艦が姉妹艦中、最初である（後に全艦が同じ仕様に改修された）。

## その他
- 先の同型艦3隻が、それまでの従来型ミサイル護衛艦の建造で実績のある三菱重工長崎造船所製であったので、建造技術向上の均質化をはかるべく石川島播磨にも登板の機会を与えたのだとされる。しかしながら、竣工の4年後に石川島播磨東京工場が閉鎖された[注釈 1]上、次級であるあたご型護衛艦が2隻とも三菱重工長崎造船所で建造されたこともあり、本艦は海自のミサイル護衛艦として唯一の石川島播磨製であるとともに、2020年3月19日就役のジャパンマリンユナイテッド横浜事業所磯子工場建造である「まや」就役まで唯一の非三菱重工製イージス艦であった。
- 2009年11月30日、中国国防部部長の梁光烈上将が、海上自衛隊佐世保基地 (海上自衛隊)を訪れ、同艦を中国要人として初めて視察した。
- 2011年3月13日、福島沖で東北地方太平洋沖地震の津波で漂流していた男性を発見し、救助した[14]。この救出された男性のエピソードを元に2021年3月7日にNHKで遠藤憲一主演でドラマ「星影のワルツ」が放送され、当時の艦長だった大川努も救出の状況についてコメントした。